# Чмут, Илья Андреевич
Илья Андреевич Чмут (бел. Ілья Андрэевіч Чмут; род. 28 декабря 2005, Новополоцк, Витебская область) — белорусский футболист, полузащитник клуба «Нафтан».

## Карьера
Воспитанник футбольной академии новополоцкого «Нафтана». В 2023 году футболист стал выступать за дублирующий состав клуба. Также по ходу сезона футболист стал иногда попадать в заявку на матчи основной команды клуба. Дебютировал за клуб 12 ноября 2023 года в матче против борисовского БАТЭ, выйдя на замену на 86 минуте. Больше в сезоне футболист за основную команду новополоцкого клуба не сыграл, вместе с которым смог закрепиться в Высшей лиге.

## Семья
Брат-близнец Иван Чмут также профессиональный футболист.